# أروند
أَرْوَنْدُ (بالفارسية: الوند) جبل مطل على مدينة همذان. يبلغ ارتفاعه حوالي 3574 مترا. وتعد من أبرز القمم 1515 في العالم. يقع هذا الجبل بين صخرة جبل أروند الكبيرة ومنحدرها الجنوبي الذي يواجه تويسركان. يعتقد البعض أن هذا هو قبر سام بن نوح.
تتمثل إحدى طرق الوصول إلى قمة هذا الجبل في «وادي كنجنامه» و«كيوارستان» و«ميدان ميشان» و «تخت نادر». يوجد مأوى لمتسلقي الجبال للاستراحة في ميدان میشان. وهناك طريقة أخرى وهي الوصول إلى القمة من الجهة الجنوبية للجبل من مدينة سرکان.

هذا الجبل مذكور في نصوص بهلوي، «أروند» وفي أفستا «أورونت». وبخصوص اسم هذا الجبل، يقال إن هناك شخصًا مدفونًا في الجبل اسمه «أروند» ولهذا السبب سمي الجبل أروند.
خلافًا للاعتقاد الشائع، فإن قمة أروند ليست أعلى نقطة في جبال أروند، ولكن «قمة الجبل يخجال» التي يبلغ ارتفاعها 3580 مترًا هي أعلى قمة في سلسلة جبال أروند.
 وهي إحدى قمم جبال سيمورغ الإيرانية.

## معرض صور

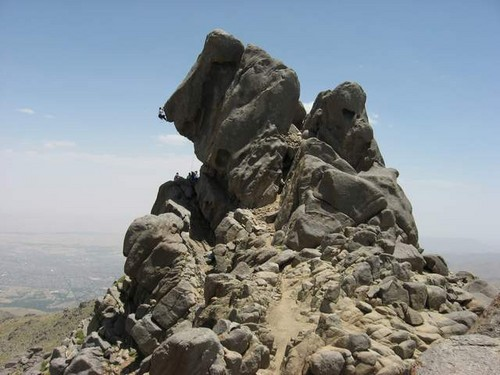
قمة أروند صيف 2006
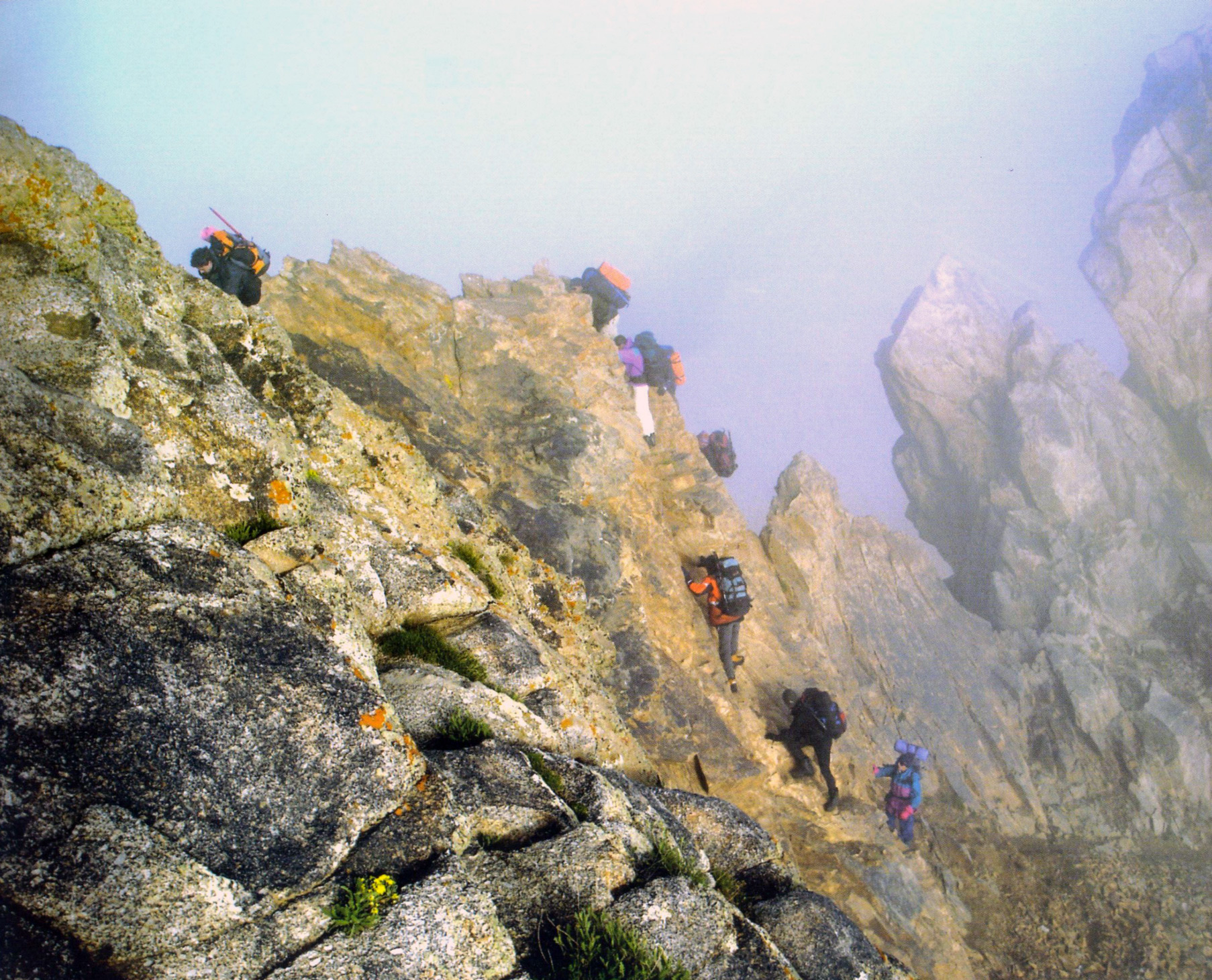
قلاج لين (عش الغراب)
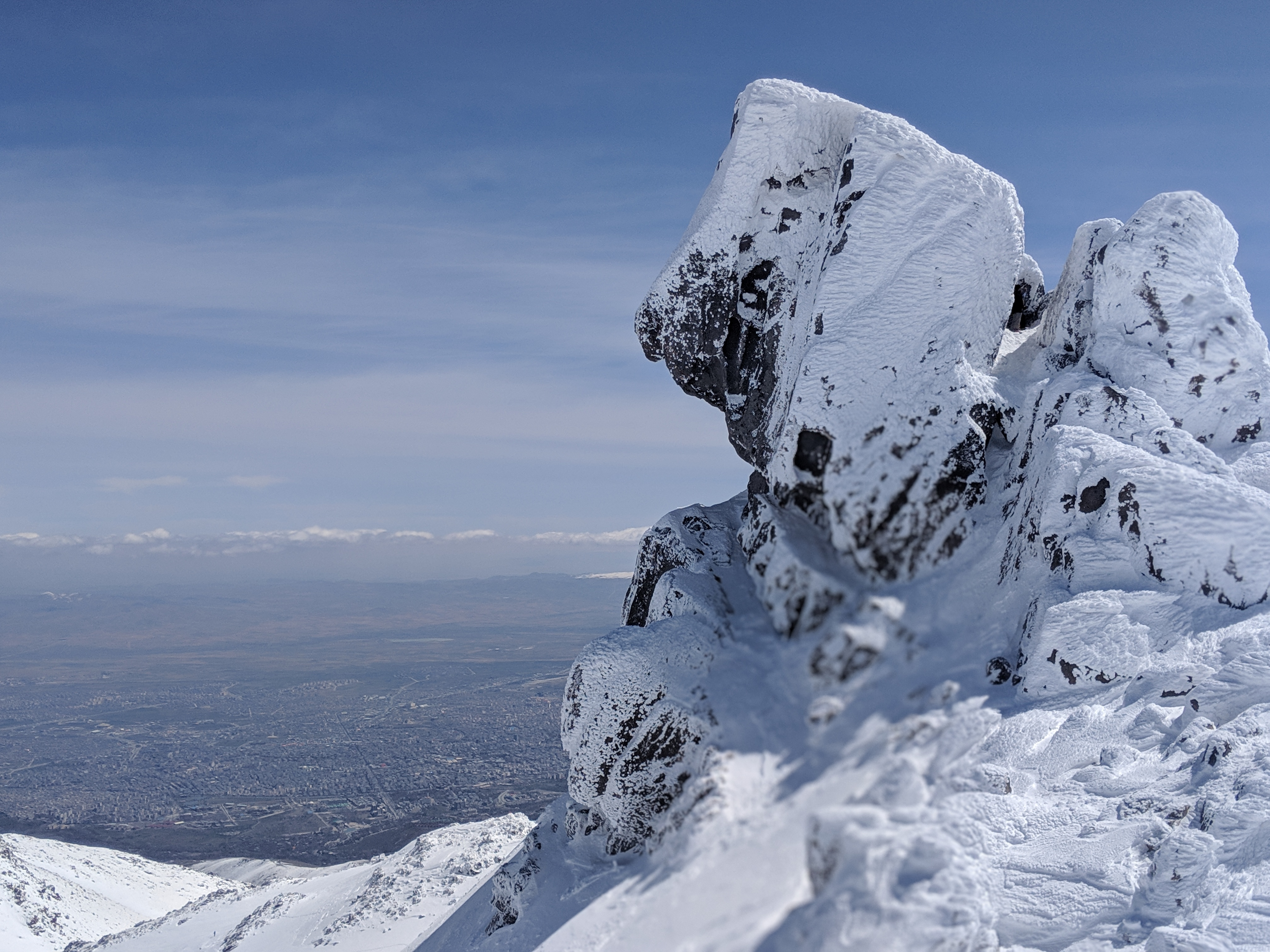
قمة أروند في الشتاء
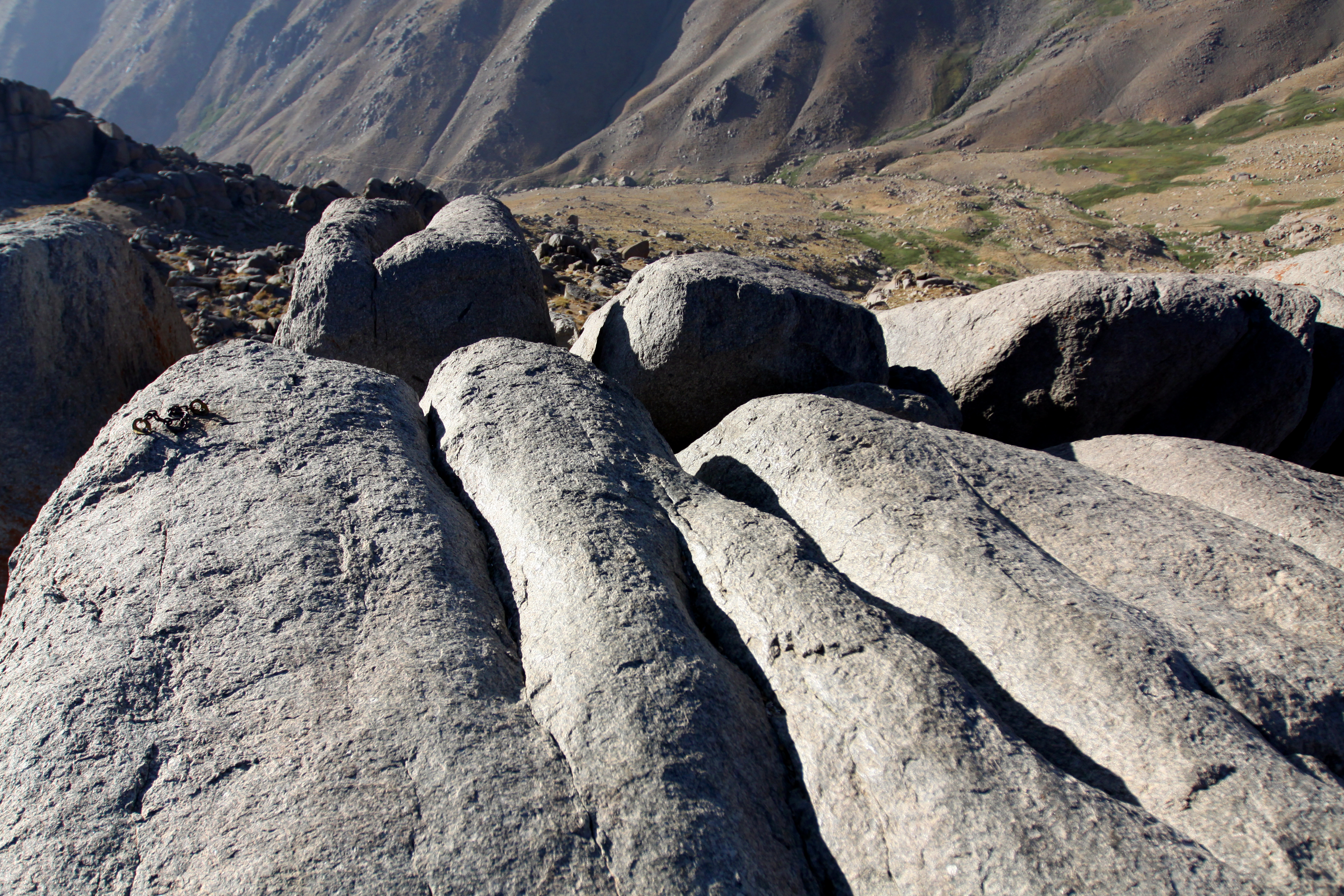
قمة
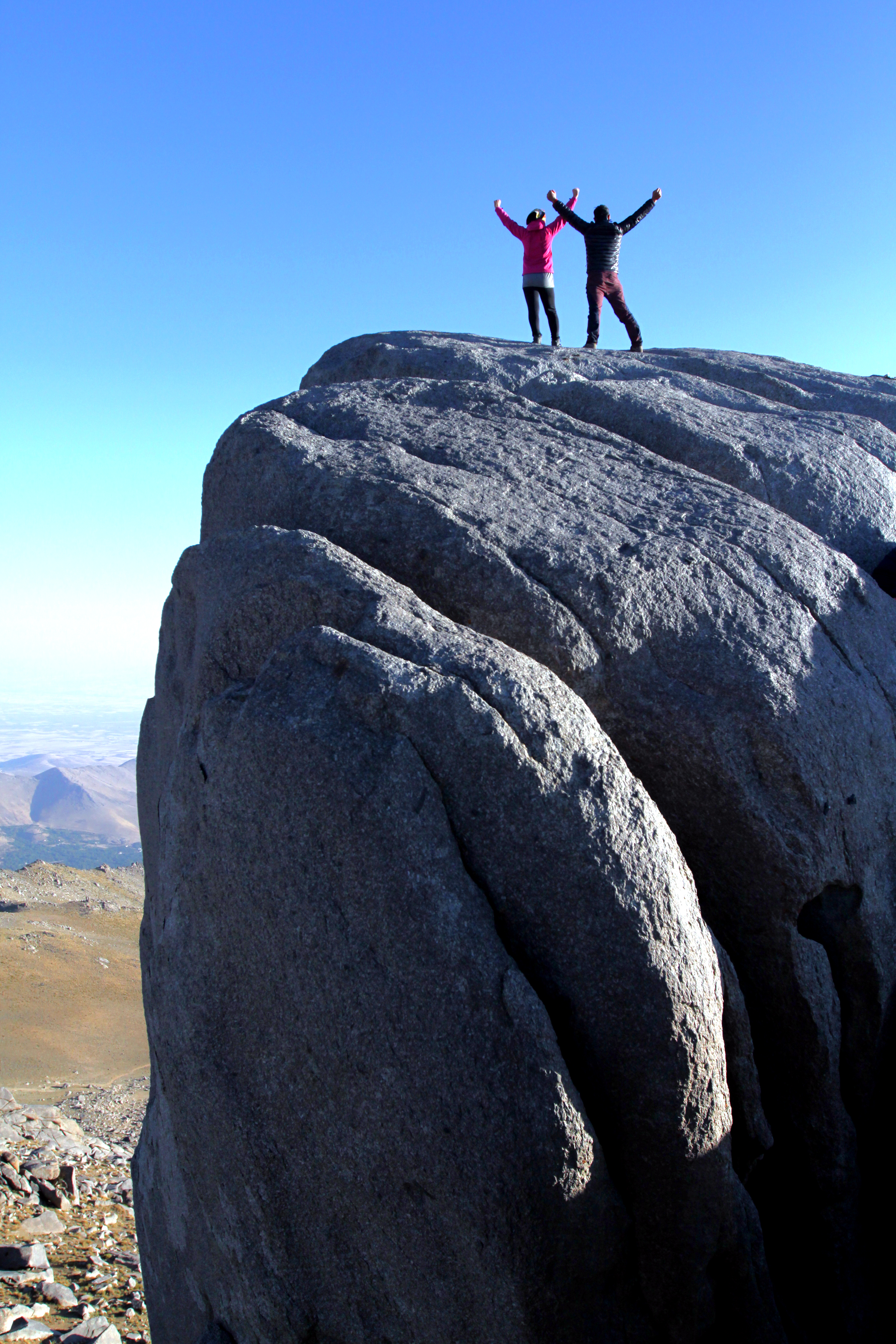
قمة